# 变竹
变竹（学名：Phyllostachys glauca var. variabilis）为禾本科刚竹属下的一个变种。